# Empresa Montes
Empresa Montes, cuyo nombre legal es actualmente Casado Montes, S. L., es una empresa española dedicada al transporte de viajeros por carretera. Fue fundada en el año 1934 en Alcobendas (Madrid).
A fecha de 2023, Empresa Montes cuenta con una plantilla de 50 empleados/as, y una flota de 27 autobuses.

## Historia

### Los primeros años
Miguel Casado Arroyo comenzó ofreciendo excursiones en el año 1933 con la empresa de autobuses que había fundado su hermano mayor Aquilino, aunque no fue hasta el 6 de julio de 1934 cuando compró el primer autobús. El 8 de mayo de 1936 recibió autorización del por aquel entonces llamado Ministerio de Obras Públicas y Comunicaciones para realizar excursiones y viajes.
Con la llegada de la Guerra Civil el 17 de julio de 1936, el autobús fue requisado por el bando republicano para transporte de mercancías y tropas hasta una avería que lo dejó fuera de servicio.

### Años 40 y 50
Tras el fin de la guerra el 1 de abril de 1939, restauró el autobús y continuó su negocio de excursiones. En el año 1943 compró la parcela y nave, que siguen actualmente en uso, como almacenamiento de sus autobuses y un año más tarde compró la concesión de la línea Madrid - Alcobendas.
Durante los años 50 continuó como conductor de la línea, realizando 3 viajes por sentido entre Madrid y Alcobendas, con un recorrido muy distinto a las actuales líneas. Partiendo desde la actual intersección de la Avenida de Valdelaparra y la carretera M-616, atravesaba el casco de Alcobendas antes de dirigirse a la antigua N-1 hacia Madrid. La línea continuaba más al sur de la Plaza de Castilla, circulando por la Plaza de Lima y finalizando en la Calle de Olid, cerca de la Calle de Fuencarral en el centro de Madrid.
Estableció oficialmente el nombre de la empresa como Casado Arroyo, distintivo que llevaban los autobuses de la línea junto con el letrero Madrid - Alcobendas.

### Años 60 y 70
Miguel Casado falleció en 1968, tras lo cual su mujer Mari Paz Montes continuó con la empresa junto a su hijo Doroteo Casado.
El crecimiento demográfico de Alcobendas y San Sebastián de los Reyes llevaron a ofrecer servicios de la línea cada media hora, estableciendo la cabecera en Plaza de Castilla al igual que las líneas actuales.

### Años 80 y actualidad
El 16 de mayo de 1985 se aprueba la ley para la creación del Consorcio Regional de Transportes Públicos Regulares de Madrid, el 16 de diciembre de 1985 se celebra la primera reunión del Consejo de Administración del que será el CRTM. Durante el año 1986 se abre la sede del consorcio y se adhieren a él los distintos modos y empresas de transportes de la Comunidad de Madrid. Es en este momento en el que tras los crecimientos urbanísticos de Alcobendas y San Sebastián de los Reyes el CRTM impulsa la unificación de las líneas de ambos municipios.
Casado Arroyo vende la concesión Madrid - Alcobendas a la empresa que por aquel entonces era llamada González Cristóbal, propietaria de la concesión Madrid - San Sebastián de los Reyes que tras quedar unificadas en una única concesión por parte del CRTM cambió de nombre a la actual Interbus.
La empresa cambia de nombre, pasando a Montes y compra la actual concesión VCM-200 Barajas - Tres Cantos, la única en su propiedad y cuyo titular es el CRTM.
Posteriormente el 21 de febrero de 2019, el actual presidente Doroteo, la renombra a Empresa Casado Montes en honor a sus padres. Actualmente su nombre comercial es Empresa Montes y su nombre legal es Casado Montes S.L.
A día de hoy se pueden seguir viendo antiguas oficinas de la empresa situadas en el casco urbano de Alcobendas, entre la Calle de la Libertad y la Calle de Ceuta.

## Actividad
La empresa sólo tiene una concesión en propiedad, bajo la cual operan 3 líneas interurbanas y 3 líneas urbanas. Sólo realiza líneas regulares en la Comunidad de Madrid, bajo la concesión cuya titularidad es del CRTM. Las concesiones que otorga el CRTM reciben la nomenclatura VCM indicando Viajeros Comunidad de Madrid.
| Líneas | Observaciones |
| 827    | Línea principal entre Canillejas y Tres Cantos, pasando por el aeropuerto de Barajas, Alcobendas y la UAM                                                                  |
| 827A   | Variante en días lectivos entre la UAM y San Sebastián de los Reyes, además de abarcar más zonas de Alcobendas                                                             |
| 828    | Variante con paso por el IFEMA, el barrio Valdebebas y el barrio de Fuentelucha en Alcobendas, finalizando en la UAM los días lectivos o en Alcobendas en días no lectivos |
| 828A   | Servicio especial entre Canillejas y el IFEMA entre verano de 2007 y el 13 de diciembre de 2010, actualmente suprimida.                                                    |
| 1      | Líneas circulares que conectan el Metro de La Moraleja o la Estación de Valdelasfuentes con la citada urbanización así como El Encinar de Los Reyes en Alcobendas          |
| 2      | Líneas circulares que conectan el Metro de La Moraleja o la Estación de Valdelasfuentes con la citada urbanización así como El Encinar de Los Reyes en Alcobendas          |
| 3      | Líneas circulares que conectan el Metro de La Moraleja o la Estación de Valdelasfuentes con la citada urbanización así como El Encinar de Los Reyes en Alcobendas          |

## Flota
| Número | Matrícula | Chasis        | Carrocería       | Alta       | Observaciones |
| ------ | --------- | ------------- | ---------------- | ---------- | ------------- |
| 96     | 2920 JLF  | Volvo 7900    |                  | 14/01/2016 | Híbrido       |
| 97     | 2981 JLF  | Volvo 7900    |                  | 14/01/2016 | Híbrido       |
| 98     | 1310 JZT  | Volvo B8R     | Sunsundegui SB3  | 07/06/2017 |               |
| 99     | 9549 KCP  | Volvo B8R     | Irizar I3        | 24/08/2017 |               |
| 100    | 4829 KHS  | Scania K320UB | Castrosua Magnus | 23/02/2018 |               |
| 101    | 9824 KMX  | Volvo 7900    |                  | 18/07/2018 | Híbrido       |
| 102    | 9436 KMN  | Volvo 7900    |                  | 03/07/2018 | Híbrido       |
| 103    | 8437 KRG  | Volvo B8R     | Castrosua Magnus | 30/10/2018 |               |
| 104    | 9963 KXW  | Scania K320UB | Castrosua Magnus | 11/06/2019 |               |
| 105    | 3770 KXY  | Volvo B8R     | Castrosua Magnus | 13/06/2019 |               |
| 106    | 4081 LCT  | Volvo B8R     | Castrosua Magnus | 26/11/2019 |               |
| 107    | 6548 LKM  | Scania K320UB | Castrosua Magnus | 21/10/2020 |               |
| 108    | 4414 LRV  | Scania K320UB | Castrosua Magnus | 13/07/2021 |               |
| 109    | 1135 LTC  | Scania K320UB | Castrosua Magnus | 29/09/2021 |               |
| 110    | 3437 MCS  | Scania K320UB | Castrosua Magnus | 12/2022    |               |
| 111    | 3436 MCS  | Scania K320UB | Castrosua Magnus | 12/2022    |               |
| 112    | 3438 MCS  | Scania K320UB | Castrosua Magnus | 12/2022    |               |
| 113    | 3440 MCS  | Scania K320UB | Castrosua Magnus | 12/2022    |               |
| 114    | 3543 MCS  | Scania K320UB | Castrosua Magnus | 12/2022    |               |
| 115    | 1001 MKZ  | Scania K320UB | Castrosua Magnus | 10/2023    |               |
| 116    | 1005 MKZ  | Scania K320UB | Castrosua Magnus | 10/2023    |               |
| 117    | 1009 MKZ  | Scania K320UB | Castrosua Magnus | 10/2023    |               |
| 118    | 8636 MSM  | Scania K360UB | Castrosua Magnus | 06/2024    | Híbrido       |
| 119    | 8703 MSM  | Scania K360UB | Castrosua Magnus | 06/2024    | Híbrido       |
| 120    | 8752 MSM  | Scania K360UB | Castrosua Magnus | 06/2024    | Híbrido       |